# Sin City The Mixtape
Sin City The Mixtape — третий микстейп американского рэпера Ski Mask the Slump God, выпущенный 25 июня 2021 года. Он был назван в честь любимого Ski Mask The Slump God фильма 2005 года «Город грехов».

## История
14 мая 2021 года Ski Mask the Slump God объявил о выходе Sin City. 20 июня того же года он выпустил анонсирующее видео. В нём окровавленный Ski Mask the Slump God посещает оружейника и звонит DJ Scheme. В конце видео звучит отрывок из песни «Admit It». Днём позднее, 21 июня, была представлена обложка, а 23 июня на Apple Music появился список композиций альбом.

## Список композиций
| №                   | Название            | Продюсер(ы)         | Длительность |
| ------------------- | ------------------- | ------------------- | ------------ |
| 1.                  | «Intro»             | Ronny J             | 1:44         |
| 2.                  | «Dr. Suess»         | Slice               | 2:34         |
| 3.                  | «Admit It»          | Ronny J TwoFive     | 1:34         |
| 4.                  | «The Matrix»        | Ronny J             | 2:11         |
| 5.                  | «Ya!»               | Nuri Slice          | 1:51         |
| 6.                  | «Merlin’s Staff»    | Kenny Beats         | 2:05         |
| 7.                  | «Lost in Time»      | Джон Каннингем      | 2:02         |
| 8.                  | «Fire Hazard»       | Slice               | 1:58         |
| 9.                  | «Mental Magneto»    | Джон Каннингем      | 1:38         |
| Общая длительность: | Общая длительность: | Общая длительность: | 17:32        |